# 나의 사랑 나의 가족
나의 사랑 나의 가족은 1998년부터 매주 화요일 저녁 7시 35분에 KBS 1TV에서 방송되었던 교양 프로그램이다.